# Phaelota
Phaelota là một chi bọ cánh cứng trong họ Chrysomelidae.
Chi này được miêu tả khoa học năm 1887 bởi Jacoby.

## Các loài
Các loài trong chi này gồm:
- Phaelota jacobyi (Prathapan & Viraktamath, 2004)
- Phaelota sindhoori (Prathapan & Viraktamath, 2004)
- Phaelota vaishakha Prathapan & Viraktamath, 2004